# Abel Barré
Abel Barré, né le 27 février 1854 à Châtellerault et mort le 23 mars 1900 à Paris, est un architecte français.

## Biographie
Abel Alexandre Barré naît le 27 février 1854, vers 8 h, à Châtellerault, au domicile parental. Il est le fils de Pierre Adrien Barré (ouvrier) et d’Anne Rosalie Bouchère, mariés l’un à l’autre et alors respectivement âgés de 43 et 34 ans. Il fait partie de la Société nationale des architectes de France. Il décède le 23 mars 1900, à 22 h, en son domicile sis 1 boulevard Diderot (12e arrondissement de Paris). Il serait inhumé dans la division 95 du cimetière du Père-Lachaise.

## Réalisations
| Dénomination ou typologie | Image | Ville | Adresse                    | Coordonnées                 | Date |
| ------------------------- | ----- | ----- | -------------------------- | --------------------------- | ---- |
| Immeuble                  |       | Paris | 1 rue Faidherbe            | 48° 51′ 02″ N, 2° 23′ 03″ E | 1892 |
| Immeuble                  |       | Paris | 45 avenue de la République | 48° 51′ 55″ N, 2° 22′ 33″ E | 1893 |
| Immeuble                  |       | Paris | 11 boulevard Diderot       | 48° 50′ 44″ N, 2° 22′ 13″ E | 1898 |
| Immeuble                  |       | Paris | 21 bis boulevard Diderot   | 48° 50′ 46″ N, 2° 22′ 22″ E | 1900 |